# حال مناير (مسلسل)
حال مناير هو مسلسل كويتي تم إنتاجه في رمضان عام 2015 من إخراج منير الزعبي ومن تأليف فهد العليوة ومن بطولة حياة الفهد وجاسم النبهان وطيف وهدى الخطيب.

## القصة
مناير هي أم لإبن واحد وأربعة بنات، تتسم بالأنانية وعدم المبالاة في حوائج الغير كما أنها تفتقد إلى حس الكرامة ولا تهتم إلا في بيتها ونفسها فقط. يتناول المسلسل قصة هذه المرأة والأحداث التي تعيشها بطابع دراماتيكي على مدى حلقات المسلسل.

## طاقم التمثيل
| الممثل             | الشخصية      |
| ------------------ | ------------ |
| حياة الفهد         | مناير        |
| جاسم النبهان       | عبد اللطيف   |
| طيف                | نوال         |
| هدى الخطيب         | نادية        |
| مشاري البلام       | راشد         |
| عبد الله بوشهري    | عدنان        |
| محمود بوشهري       | زيد          |
| زينب غازي          | مشاعر        |
| عبد الله التركماني | جاسم         |
| هنادي الكندري      | أنفال        |
| شيماء علي          | ألطاف        |
| ياسر العماري       | يوسف         |
| فرح الهادي         | زمزم         |
| عقيل الرئيسي       | عادل         |
| عبد الله الطليحي   | فهد          |
| علي الحسيني        | حسين         |
| غرور               | رزقة         |
| غدير السبتي        | أحلام        |
| أميرة النجدي       | أنوار        |
| أسيل عمران         | مناير الشابة |
| محمد المنيع        | أبو نواف     |
| فاتن الدالي        | غنيمة        |